# Sella (Fluss)
Der Sella ist ein Fluss in der autonomen Region Asturien in Nordspanien. 

## Geografie
Die Sella entspringt im Nationalpark Picos de Europa bei den Orten Fonseya und Sajambre in der Provinz León auf 1.100 m Höhe, erreicht nach kurzem Lauf die Region Asturien und mündet nach 56 km in Ribadesella in den Golf von Biskaya.

### Wichtige Orte am Sella
Der Fluss durchfließt die Gemeinden Ponga, Amieva, Cangas de Onís, Parres (Arriondas), und Ribadesella.

### Nebenflüsse des Sella
Der Rio Sella durchfließt durch den Gebirgszug der Picos de Europa und wird dort von zahlreichen Gebirgsbächen gespeist. Speziell während der Schneeschmelze ist der Fluss im Oberlauf häufig "reißend". Wichtige Nebenflüsse sind orografisch rechts der Ponga und Piloña, von der Linken der Dobra, Güeña und Zardón.

### Schifffahrt
Gewerbliche Schifffahrt wird auf dem Rio Sella nicht betrieben; jedoch ist der Kanu- und Raftingsport weit verbreitet. Hin und wieder werden aus den Bergen (wenn auch nur noch als touristische Attraktion) Bäume zu Flößen zusammengebunden und flussabwärts transportiert.

### Staustufen
Staustufen im üblichen Sinn gibt es am Rio Sella nicht, jedoch produzieren zahlreiche Wassermühlen inzwischen auch Energie für den Endverbraucher.

### Tourismus / Sehenswürdigkeiten

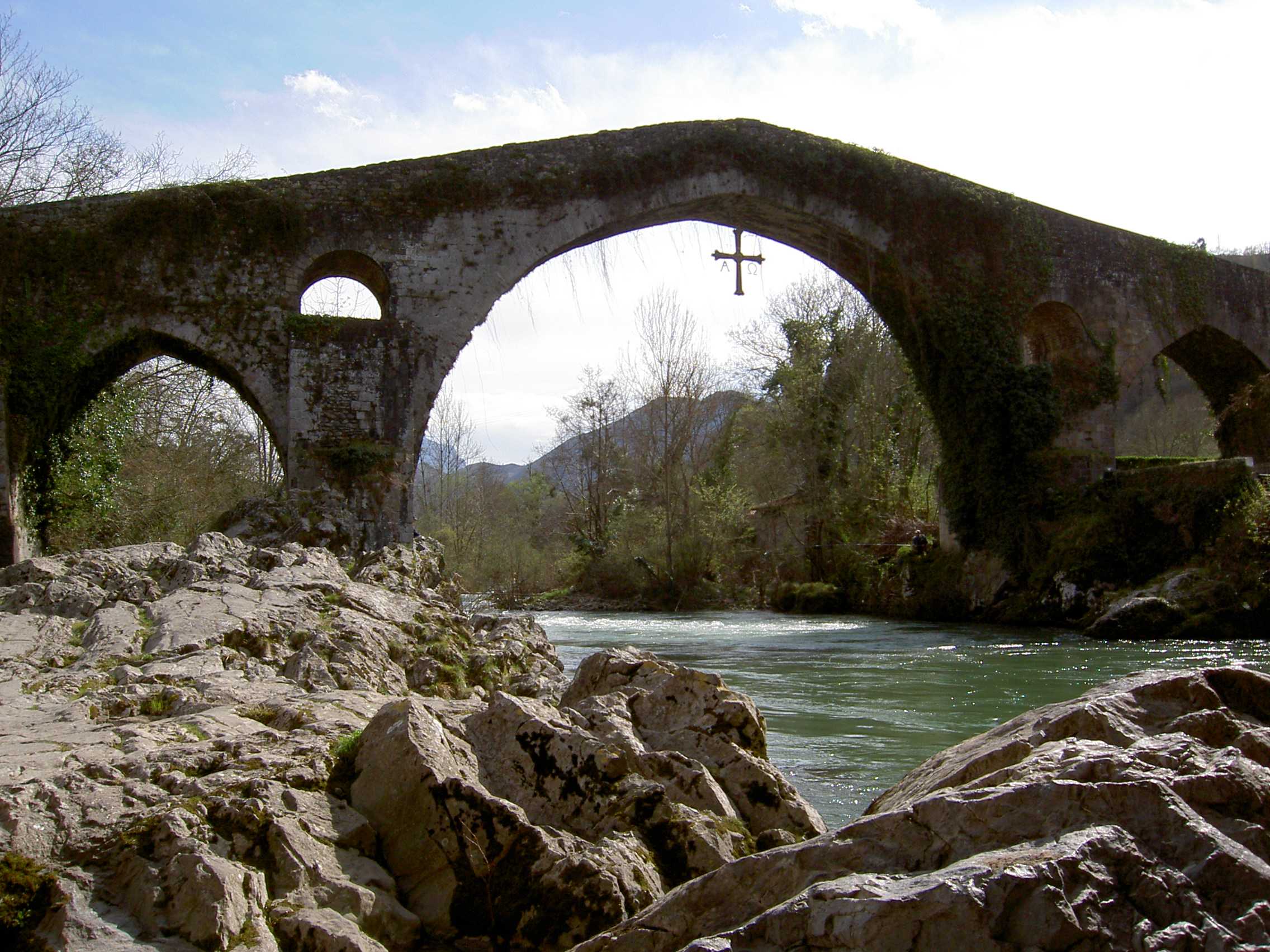
Romanische Brücke bei Cangas de Onís

Der Fluss Sella ist eines der berühmtesten Kanureviere in Spanien. Am ersten Samstag im August findet jährlich eine Veranstaltung des internationalen Kanu-Verbandes statt.
Ebenfalls sind die Forellen und Lachse aus dem Fluss weit bekannt, so dass es dort viele Angelreviere gibt.
Entlang des Flusses gibt es zahlreiche Offroad-Reviere.